# Dimenze vektorového prostoru
Vektorový prostor je poněkud abstraktní pojem, který může být realizován prostřednictvím nejrůznějších matematických objektů. Abychom lépe pochopili strukturu každého takového vektorového prostoru a jejich vzájemné vztahy, je užitečné si zavést pojem dimenze vektorového prostoru (krátce jen dimenze neboli rozměr, angl. dimension). Zjednodušeně řečeno, dimenze označuje počet parametrů, kterými jsme schopni každý vektor daného vektorového prostoru jednoznačně popsat. Pokud například máme vektorový prostor všech uspořádaných dvojic čísel, tak nám k jednoznačnému popisu konkrétní dvojice stačí uvést její dvě složky. Neboli pro identifikaci každého prvku prostoru všech uspořádaných dvojic čísel máme dva parametry a dimenze tohoto prostoru je tedy dva. Podobně, dimenze prostoru všech uspořádaných trojic je tři atd. Ačkoli je v tomto příkladě určení počtu nutných parametrů snadné, nemusí tomu tak být v případě jiných vektorových prostorů.

## Motivace
Dimenzi vektorového prostoru lze zavést pomocí pojmu lineární nezávislosti a to postupem, který si právě nastíníme. V dalším pro jednoduchost předpokládejme, že pracujeme s vektorovým prostorem {\displaystyle \scriptstyle V} definovaným nad číselným tělesem {\displaystyle \scriptstyle T}. V každém netriviálním vektorovém prostoru {\displaystyle \scriptstyle V} jsme schopni nalézt lineárně nezávislý soubor vektorů. Konkrétně řekněme, že jsme ve {\displaystyle \scriptstyle V} nalezli {\displaystyle \scriptstyle n} vektorů {\displaystyle \scriptstyle {\vec {x}}_{1},\ldots ,{\vec {x}}_{n}}, které jsou lineárně nezávislé, kde {\displaystyle \scriptstyle n} je přirozené číslo větší nebo rovno jedné. Ptejme se nyní, zda jsme schopni ve stejném prostoru {\displaystyle \scriptstyle V} nalézt {\displaystyle \scriptstyle n+1} lineárně nezávislých vektorů.
- Pokud ne, tj. pokud každý soubor {\displaystyle \scriptstyle n+1} vektorů z {\displaystyle \scriptstyle V} je lineárně závislý, tak říkáme, že vektorový prostor {\displaystyle \scriptstyle V} má dimenzi rovnou {\displaystyle \scriptstyle n}. V takovém případě lze totiž každý vektor prostoru {\displaystyle \scriptstyle V} popsat pomocí {\displaystyle \scriptstyle n} čísel. Důvod je následující: s využitím vektorů {\displaystyle \scriptstyle {\vec {x}}_{1},\ldots ,{\vec {x}}_{n}} jsme schopni vyjádřit jakýkoliv vektor z prostoru {\displaystyle \scriptstyle V} jako jejich lineární kombinaci. Kdyby to nebyla pravda, tak by musel existovat vektor {\displaystyle \scriptstyle {\vec {x}}_{0}}, který jako lineární kombinaci vektorů {\displaystyle \scriptstyle {\vec {x}}_{1},\ldots ,{\vec {x}}_{n}} vyjádřit nelze. To by ale znamenalo, že jsou vektory {\displaystyle \scriptstyle {\vec {x}}_{0},{\vec {x}}_{1},\ldots ,{\vec {x}}_{n}} lineárně nezávislé, jak plyne z definice lineární nezávislosti. Obdrželi jsme tak {\displaystyle \scriptstyle (n+1)}-členný soubor vektorů z {\displaystyle \scriptstyle V}, který je lineárně nezávislý. To je ale ve sporu s tím, že právě uvažujeme prostor {\displaystyle \scriptstyle V} v němž více než {\displaystyle \scriptstyle n}-členné soubory lineárně nezávislých vektorů nejsou. Dokázali jsme tak, že každý vektor {\displaystyle \scriptstyle {\vec {x}}} ve vektorovém prostoru {\displaystyle \scriptstyle V} lze vyjádřit jako lineární kombinaci {\displaystyle \scriptstyle \sum _{i=1}^{n}\alpha _{i}{\vec {x}}_{i}}. K jednoznačnému určení vektoru {\displaystyle \scriptstyle {\vec {x}}\in V} nám tak stačí znát {\displaystyle \scriptstyle n} čísel {\displaystyle \scriptstyle \alpha _{i}}, kde {\displaystyle \scriptstyle i\in \{1,\ldots ,n\}}.

- Pokud ano, tj. pokud jsme ve {\displaystyle \scriptstyle V} schopni nalézt {\displaystyle \scriptstyle n+1} lineárně nezávislých vektorů, tak se ptejme dále, zda ve {\displaystyle \scriptstyle V} existuje {\displaystyle \scriptstyle (n+2)}-členný lineárně nezávislý soubor vektorů. Pokud ne, tak řekneme, že prostor {\displaystyle \scriptstyle V} má dimenzi {\displaystyle \scriptstyle n+1}. Pokud ano, pokračujeme analogicky dále. Jestliže se po určité době na některém čísle {\displaystyle \scriptstyle m} zastavíme, tj. všechny {\displaystyle \scriptstyle (m+1)}-členné soubory vektorů ve {\displaystyle \scriptstyle V} jsou lineárně závislé, tak řekneme, že {\displaystyle \scriptstyle V} má dimenzi {\displaystyle \scriptstyle m}. Libovolný vektor z {\displaystyle \scriptstyle V} pak lze jednoznačně popsat pomocí {\displaystyle \scriptstyle m} čísel, viz tvrzení v předchozím odstavci. Pokud ale můžeme v tomto postupu hledání čím dál větších lineárně nezávislých souborů pokračovat do nekonečna, tj. pro rostoucí číslo {\displaystyle \scriptstyle m} najdeme vždy {\displaystyle \scriptstyle m} lineárně nezávislých vektorů z {\displaystyle \scriptstyle V}, tak řekneme, že {\displaystyle \scriptstyle V} má nekonečnou dimenzi.

Formalizací dosavadních úvah dospějeme k matematické definici dimenze vektorového prostoru.

## Definice
Nechť {\displaystyle \scriptstyle V} je vektorový prostor a uvažujme podmnožinu množiny přirozených čísel, kterou označíme {\displaystyle \scriptstyle N_{0}} a definujeme vztahem
{\displaystyle N_{0}=\{n\in \mathbb {N} \cup \{0\}|{\text{ každý }}(n+1)-{\text{členný soubor vektorů z }}V{\text{ je lineárně závislý}}\}.}
Jestliže je množina {\displaystyle \scriptstyle N_{0}} neprázdná, tak říkáme, že vektorový prostor {\displaystyle \scriptstyle V} má konečnou dimenzi, která je rovna číslu {\displaystyle \scriptstyle \min N_{0}}. Značíme,
{\displaystyle \dim V=\min N_{0}.}
Pokud je množina {\displaystyle \scriptstyle N_{0}} prázdná, tj. {\displaystyle \scriptstyle N_{0}=\emptyset }, tak říkáme, že vektorový prostor {\displaystyle \scriptstyle V} má nekonečnou dimenzi a píšeme
{\displaystyle \dim V=\infty .}
Vektorový prostor mající konečnou dimenzi též označujeme jako konečněrozměrný nebo konečnědimenzionální. Vektorový prostor s nekonečnou dimenzí pak můžeme označovat i jako nekonečněrozměrný či nekonečnědimenzionální. Pokud je dimenze vektorového prostoru {\displaystyle \scriptstyle V} konečná a rovná číslu n, tj. {\displaystyle \scriptstyle \dim V=n}, tak vektorový prostor občas zapisujeme jako {\displaystyle \scriptstyle V_{n}} a nazýváme ho  n-rozměrný či  n-dimenzionální vektorový prostor. Občas se ve značení dává symbol pro vektorový prostor do závorek. tj. {\displaystyle \scriptstyle \dim(V)=\dim V}. Triviální vektorový prostor, tj. prostor {\displaystyle \scriptstyle V=\{{\vec {0}}\}}, má podle této definice dimenzi rovnou nule. Pro ozřejmění právě uvedené definice viz oddíl Definiční vlastnosti níže.
Pokud si předem zavedeme pojem báze vektorového prostoru, tak můžeme říct, že dimenze vektorového prostoru {\displaystyle \scriptstyle V} je rovna kardinalitě jeho libovolné báze. Předpokládáme-li totiž platnost axiomu výběru, tak má každý vektorový prostor bázi. Pokud je počet prvků báze pro daný prostor {\displaystyle \scriptstyle V} konečný, pak výše uvedené tvrzení neznamená nic jiného, než že dimenze prostoru {\displaystyle \scriptstyle V} je rovna počtu prvků jeho libovolné báze. Pro triviální vektorový prostor, který nemá bázi, pak dodefinováváme nulovou dimenzi.
Prvně uvedená definice má výhodu v tom, že nepotřebuje pomocného pojmu báze. Naproti tomu je však druhá uvedená definice praktičtější v tom, že v konkrétních příkladech vektorových prostorů stačí nalézt bázi a z ní rovnou vyvodíme dimenzi daného prostoru. Tohoto postupu je využito ve všech příkladech oddílu Příklady níže.

## Vlastnosti

### Definiční vlastnosti
Uvažujme vektorový prostor {\displaystyle \scriptstyle V} definovaný nad tělesem {\displaystyle \scriptstyle T}. Podle druhé definice výše, využívající pojmu báze, bylo dodefinováno, že triviální vektorový prostor má dimenzi rovnou nule. Ukažme si nejprve, že totéž platí i pro prvně uvedenou definici.
- Triviální vektorový prostor má dimenzi rovnou nula (podle první definice) a žádný jiný vektorový prostor nulovou dimenzi nemá, tj.

{\displaystyle \dim V=0\Leftrightarrow V=\{{\vec {0}}\}.}
Důkaz: Ukažme nejprve implikaci zleva doprava. Máme tedy vektorový prostor {\displaystyle \scriptstyle V} nulové dimenze. Z definice tedy plyne, že každý k-členný soubor vektorů, kde {\displaystyle \scriptstyle k\geq 1}, je lineárně závislý. Lineárně závislý je tedy i jednočlenný soubor obsahující libovolný vektor z prostoru {\displaystyle \scriptstyle V}. To je ekvivalentní tomu, že tento soubor musí být tvořen pouze nulovým vektorem, viz první vlastnost v oddíle Ostatní v článku Lineární nezávislost. Protože jsme uvažovali obecný jednočlenný soubor a pokaždé jsme obdrželi soubor s nulovým vektorem, obsahuje prostor {\displaystyle \scriptstyle V} pouze nulový vektor. Dokažme nyní implikaci zprava doleva. S pomocí stejného tvrzení z oddílu Ostatní v článku Lineární nezávislost je vidět, že každý jednočlenný soubor vektorů je lineárně závislý. To odpovídá volbě {\displaystyle \scriptstyle n=0} v definici množiny {\displaystyle \scriptstyle N_{0}}. Neboli {\displaystyle \scriptstyle 0\in N_{0}}. Protože menší číslo než nula v množině {\displaystyle \scriptstyle N_{0}} nemůže být (je to podmnožina množiny {\displaystyle \scriptstyle \mathbb {N} \cup \{0\}}), je nula jejím minimem a z definice tedy i dimenzí prostoru {\displaystyle \scriptstyle V=\{{\vec {0}}\}}, což bylo dokázati.
Abychom si lépe uvědomili vztah mezi postupem uvedeným v Motivaci a definicí množiny {\displaystyle \scriptstyle N_{0}} výše, je vhodné uvést dvě následující tvrzení.
- Nechť ve {\displaystyle \scriptstyle V} existuje k-členný lineárně nezávislý soubor vektorů. Pak {\displaystyle \scriptstyle \dim V\geq k}.

Důkaz: Zřejmě musí {\displaystyle \scriptstyle k\geq 1}. Druhá vlastnost zmíněná v oddíle Ostatní v článku Lineární nezávislost ukazuje, že každá podmnožina lineárně nezávislého soubory je sama lineárně nezávislá. Dosadíme-li tedy za {\displaystyle \scriptstyle n} v definici množiny {\displaystyle \scriptstyle N_{0}} číslo {\displaystyle \scriptstyle l}, kde {\displaystyle \scriptstyle 0\leq l\leq k-1}, tak bude existovat v prostoru {\displaystyle \scriptstyle V} lineárně nezávislý soubor s {\displaystyle \scriptstyle l+1} prvky. Neboli, žádné z těchto čísel {\displaystyle \scriptstyle l} nepatří do množiny {\displaystyle \scriptstyle N_{0}}. Minimum této množiny tedy nemůže být menší než {\displaystyle \scriptstyle k}. To je z definice ekvivalentní tomu, že dimenze prostoru {\displaystyle \scriptstyle V} nemůže být menší než číslo {\displaystyle \scriptstyle k}, což jsme měli dokázat.
- Nechť je ve {\displaystyle \scriptstyle V} každý (k+1)-členný soubor vektorů lineárně závislý. Pak {\displaystyle \scriptstyle \dim V\leq k}.

Důkaz: Z definice množiny {\displaystyle \scriptstyle N_{0}} ihned plyne, že {\displaystyle \scriptstyle k\in N_{0}}. Minimum této množiny je tedy určitě menší nebo rovno číslu {\displaystyle \scriptstyle k} a tedy {\displaystyle \scriptstyle \dim V\leq k}, což jsme chtěli dokázat.
Pokud tedy v prostoru {\displaystyle \scriptstyle {\tilde {V}}} existuje n lineárně nezávislých vektorů a každý soubor o n+1 a více vektorech je lineárně závislý, tak množina {\displaystyle \scriptstyle N_{0}} obsahuje čísla n, n+1, n+2, ..., protože všechna tato zřejmě splňují definiční podmínky množiny {\displaystyle \scriptstyle N_{0}}. Abychom tedy dostali námi očekávanou hodnotu n, musíme vzít minimum této množiny. Pokud využijeme předchozích dvou dokázaných tvrzení, tak rovnost {\displaystyle \scriptstyle \dim {\tilde {V}}=n} plyne ihned.
Jak již bylo výše zmíněno, v praxi je výhodnější používat tvrzení, že dimenze netriviálního vektorového prostoru je rovna počtu prvků jeho báze, které si nyní dokážeme v podobě následujících dvou tvrzení. Dokážeme nyní tedy ekvivalenci obou výše podaných definic dimenze pro konečněrozměrné prostory. ({\displaystyle \scriptstyle \mathbb {N} =\{1,2,3,\ldots \}})
- Nechť je {\displaystyle \scriptstyle \dim V=n\in \mathbb {N} }. Pak ve {\displaystyle \scriptstyle V} existuje n-členná báze.

Důkaz: Z předpokladů ve {\displaystyle \scriptstyle V} existuje n-členný lineárně nezávislý soubor vektorů {\displaystyle \scriptstyle {\vec {x}}_{1},\ldots ,{\vec {x}}_{n}}. Aby tento soubor splňoval definiční podmínky báze, musíme ještě ukázat, že lze libovolný vektor {\displaystyle \scriptstyle {\vec {x}}} z prostoru {\displaystyle \scriptstyle V} vyjádřit jako jistou lineární kombinaci tohoto souboru. Předpokládejme, že existuje vektor {\displaystyle \scriptstyle {\vec {x}}_{0}\in V}, který takto vyjádřit nelze. Pak ale z definice lineární nezávislosti plyne, že (n+1)-členný soubor {\displaystyle \scriptstyle {\vec {x}}_{0},{\vec {x}}_{1},\ldots ,{\vec {x}}_{n}} je lineárně nezávislý. To je ale ve sporu s definicí dimenze, která říká, že každý (n+1)-členný soubor je lineárně závislý.
- Nechť {\displaystyle \scriptstyle n\in \mathbb {N} } a nechť ve {\displaystyle \scriptstyle V} existuje n-členná báze. Potom {\displaystyle \scriptstyle \dim V=n}.

Důkaz: Báze je soubor lineárně nezávislých vektorů generujících vektorový prostor, označme si ji jako {\displaystyle \scriptstyle {\vec {x}}_{1},\ldots ,{\vec {x}}_{n}}. Z tvrzení výše tedy plyne, že {\displaystyle \scriptstyle \dim V\geq n}, neboť n je počet prvků báze. Zároveň ale z definice báze a Steinitzovy věty o výměně také vyplývá, že každý n+1-členný soubor vektorů {\displaystyle \scriptstyle {\vec {y}}_{1},\ldots ,{\vec {y}}_{n+1}} je nutně lineárně závislý. Z tvrzení dokázaných výše tedy dále {\displaystyle \scriptstyle \dim V\leq n} a celkově pak {\displaystyle \scriptstyle \dim V=n}.

### Různá tělesa
Mějme vektorový prostor {\displaystyle \scriptstyle V} nad tělesem {\displaystyle \scriptstyle T}. Pokud ponecháme množinu {\displaystyle \scriptstyle V} a přitom změníme těleso, tak můžeme obdržet vektorový prostor o odlišné dimenzi, než měl ten původní. Konkrétně mějme množinu {\displaystyle \scriptstyle V}, těleso {\displaystyle \scriptstyle K} a jeho rozšíření {\displaystyle \scriptstyle F}. Těleso {\displaystyle \scriptstyle F} lze chápat jako vektorový prostor nad tělesem {\displaystyle \scriptstyle K}. Pokud navíc máme vektorový prostor {\displaystyle \scriptstyle V} definovaný nad tělesem {\displaystyle \scriptstyle F}, tak je tento současně i vektorovým prostorem nad tělesem {\displaystyle \scriptstyle K}. Mezi těmito různými vektorovými prostory platí vztahy
{\displaystyle \dim _{K}(V)=\dim _{K}(F)\cdot \dim _{F}(V),}
kde {\displaystyle \scriptstyle \dim _{K}(V)} a {\displaystyle \scriptstyle \dim _{F}(V)} označuje po řadě dimenze množiny {\displaystyle \scriptstyle V} coby vektorového prostoru nad tělesem {\displaystyle \scriptstyle K} a nad tělesem {\displaystyle \scriptstyle F} a {\displaystyle \scriptstyle \dim _{K}(F)} označuje dimenzi tělesa {\displaystyle \scriptstyle F} coby vektorového prostoru nad tělesem {\displaystyle \scriptstyle K}.
Příkladem právě uvedené situace je případ reálného a komplexního tělesa. Platí totiž, že libovolný komplexní vektorový prostor dimenze {\displaystyle \scriptstyle n} je současně reálným vektorovým prostorem dimenze {\displaystyle \scriptstyle 2n}, jak se lze jednoduše přesvědčit dosazením odpovídajících dimenzí do vzorce výše. Viz též Příklad 2 níže.
Zabývejme se nyní počtem všech možných vektorů daného vektorového prostoru {\displaystyle \scriptstyle V} definovaného nad tělesem {\displaystyle \scriptstyle F}, tj. jeho mohutností. Pro tuto lze odvodit následující vztahy:
- pokud je {\displaystyle \scriptstyle \dim V} konečná, pak

{\displaystyle |V|=|F|\dim V},
- pokud je {\displaystyle \scriptstyle \dim V} nekonečná, pak

{\displaystyle |V|=\max \left(|F|,\dim V\right)}.
Svislice kolem označení množin zde označení mohutnosti těchto množin.

### Vektorové podprostory
- Dimenze podprostoru {\displaystyle \scriptstyle P} vektorového prostoru {\displaystyle \scriptstyle V} nemůže překročit dimenzi prostoru {\displaystyle \scriptstyle V}, tj.

{\displaystyle (\forall P\subset \subset V)(\dim P\leq \dim V).}
Důkaz: Je-li {\displaystyle \scriptstyle V} nekonečněrozměrný, pak tvrzení zjevně platí. Mějme nyní {\displaystyle \scriptstyle \dim V=n<\infty } a {\displaystyle \scriptstyle P\subset \subset V}. Nechť v {\displaystyle \scriptstyle P} existuje {\displaystyle \scriptstyle n+1} lineárně nezávislých vektorů. Protože je {\displaystyle \scriptstyle P} podmnožina {\displaystyle \scriptstyle V}, tak jsou tyto vektory lineárně nezávislé i v prostoru {\displaystyle \scriptstyle V}, což je spor s tím, že dimenze {\displaystyle \scriptstyle V} je rovna {\displaystyle \scriptstyle n}.
- Pokud je {\displaystyle \scriptstyle V} konečnědimenzionální a {\displaystyle \scriptstyle P} je jeho vlastní podprostor, tak je dimenze {\displaystyle \scriptstyle P} ostře menší než dimenze {\displaystyle \scriptstyle V}. Pokud si jsou dimenze rovny, tak je {\displaystyle \scriptstyle P} roven samotnému prostoru {\displaystyle \scriptstyle V}. To jest

{\displaystyle (\forall P\subset \subset V)((\dim V<+\infty \wedge P\neq V)\Rightarrow \dim P<\dim V).}
{\displaystyle (\forall P\subset \subset V)((\dim V<+\infty \wedge \dim P=\dim V)\Rightarrow P=V).}
Důkaz: Nechť {\displaystyle \scriptstyle \dim P=k\leq n}. V {\displaystyle \scriptstyle P} tedy existuje {\displaystyle \scriptstyle k}-členná báze {\displaystyle \scriptstyle {\vec {x}}_{1},\ldots ,{\vec {x}}_{k}}. V tuto chvíli mohou nastat dvě situace, buď je {\displaystyle \scriptstyle P=V} a pak zřejmě {\displaystyle \scriptstyle \dim P=\dim V}, anebo je {\displaystyle \scriptstyle P} vlastním podprostorem {\displaystyle \scriptstyle V}. Ve druhém zmiňovaném případě tedy existuje vektor {\displaystyle \scriptstyle {\vec {x}}_{k+1}\in V}, který neleží v {\displaystyle \scriptstyle P}. Množina vektorů {\displaystyle \scriptstyle {\vec {x}}_{1},\ldots ,{\vec {x}}_{k},{\vec {x}}_{k+1}} je tedy lineárně nezávislá a současně je podmnožinou vektorového prostoru {\displaystyle \scriptstyle V}, který tak musí mít dimenzi rovnou alespoň {\displaystyle \scriptstyle k+1}, tj. {\displaystyle \scriptstyle \dim V\geq k+1}. Takže {\displaystyle \scriptstyle \dim V>\dim P}, což bylo dokázat. Druhá část tvrzení plyne z té první, když uvažujeme její obměněnou implikaci.
- Věta o dimenzi součtu a průniku podprostorů: Nechť {\displaystyle \scriptstyle P_{1},P_{2}} jsou konečnědimenzionální podprostory vektorového prostoru {\displaystyle \scriptstyle V}, pak

{\displaystyle \dim(P_{1}+P_{2})+\dim(P_{1}\cap P_{2})=\dim P_{1}+\dim P_{2}.}
Pro direktní součet podprostorů pak speciálně
{\displaystyle \dim(P_{1}\oplus P_{2})=\dim P_{1}+\dim P_{2}.}
- Dimenze lineárního obalu coby vektorového prostoru je vždy menší nebo rovna počtu generátorů. Neboli

{\displaystyle (\forall k\in \mathbb {N} )(\forall {\vec {x}}_{1},\ldots ,{\vec {x}}_{k}\in V)({\text{dim}}{\Big (}\{{\vec {x}}_{1},\ldots ,{\vec {x}}_{k}\}_{\text{lin}}{\Big )}\leq k).}
Přitom dimenze lineárního obalu je rovna počtu svých generátorů právě když jsou generátory lineárně nezávislé (LN), tj.
{\displaystyle (\forall k\in \mathbb {N} )(\forall {\vec {x}}_{1},\ldots ,{\vec {x}}_{k}\in V)({\text{dim}}{\Big (}\{{\vec {x}}_{1},\ldots ,{\vec {x}}_{k}\}_{\text{lin}}{\Big )}=k\quad \Leftrightarrow \quad \{{\vec {x}}_{1},\ldots ,{\vec {x}}_{k}\}\ {\text{jsou LN}}).}
Důkaz: Druhá část tvrzení plyne ihned z definice dimenze vektorového prostoru a definice lineárního obalu. K důkazu první části lze využít tvrzení o lineárně závislých souborech vektorů z oddílu Definiční vlastnosti.

### Konečněrozměrné vektorové prostory
Velmi často používanými vektorovými prostory jsou konečnědimenzionální vektorové prostory definované nad číselnými tělesy. Velkou výhodou prostorů konečné dimenze je to, že v nich lze snadno zavést bázi. Každý vektor tak lze popsat pomocí jeho souřadnic v této bázi. Souřadnice přitom tvoří n-tice čísel, kde n je dimenze daného prostoru. Při studiu libovolného konečněrozměrného prostoru se tak stačí omezit na studium prostoru n-tic čísel, to jest aritmetických vektorů. Obecněji lze právě uvedené tvrzení vyjádřit následovně:
Libovolné dva konečněrozměrné vektorové prostory nad stejným tělesem se stejnou dimenzí jsou izomorfní.
Izomorfismus je v tomto kontextu lineární zobrazení, které bijektivně zobrazuje jeden vektorový prostor na prostor druhý. Díky tomuto zobrazení jsme schopni ztotožnit strukturu obou uvažovaných konečněrozměrných vektorových prostorů. Dokažme si toto důležité tvrzení. Mějme pro konkrétnost vektorový prostor {\displaystyle \scriptstyle V} a vektorový prostor {\displaystyle \scriptstyle W}, oba definované nad tímtéž (libovolným) tělesem. Nechť jsou oba vektorové prostory konečněrozměrné a jejich dimenze jsou si rovny. Označme {\displaystyle \scriptstyle \dim V=\dim W=n\in \mathbb {N} }. (Můžeme rovnou uvažovat {\displaystyle \scriptstyle n\geq 1}, neboť nulovou dimenzi má pouze triviální vektorový prostor.) Označme si bázi vektorového prostoru {\displaystyle \scriptstyle V} jako {\displaystyle \scriptstyle {\vec {x}}_{1},\ldots ,{\vec {x}}_{n}} a podobně bázi vektorového prostoru {\displaystyle \scriptstyle W} jako {\displaystyle \scriptstyle {\vec {y}}_{1},\ldots ,{\vec {y}}_{n}}. Pak definujeme lineární zobrazení {\displaystyle \scriptstyle L:V\to W} vztahy
{\displaystyle (\forall i\in \{1,\ldots ,n\})(L({\vec {x}}_{i})={\vec {y}}_{i}).}
Protože je {\displaystyle \scriptstyle L} lineární, tak jeho působení na bazických vektorech výchozího vektorového prostoru {\displaystyle \scriptstyle V} plně určuje jeho vlastnosti a hodnoty pro další vektory. Jedná se tedy prakticky o předpis, kterým přiřadíme bazické vektory jednoho prostoru bazickým vektorům druhého prostoru. Dokažme nyní, že se jedná o bijekci. Mějme libovolný vektor {\displaystyle \scriptstyle {\vec {x}}=\sum _{i=1}^{n}\alpha _{i}{\vec {x}}_{i}} z prostoru {\displaystyle \scriptstyle V} a zkoumejme působení lineárního zobrazení {\displaystyle \scriptstyle L} na tomto vektoru:
{\displaystyle L({\vec {x}})=L{\Big (}\sum _{i=1}^{n}\alpha _{i}{\vec {x}}_{i}{\Big )}=\sum _{i=1}^{n}\alpha _{i}L({\vec {x}}_{i})=\sum _{i=1}^{n}\alpha _{i}{\vec {y}}_{i}={\vec {y}}.}
Každému vektoru {\displaystyle \scriptstyle {\vec {x}}\in V}, který má v bázi prostoru {\displaystyle \scriptstyle V} souřadnice {\displaystyle \scriptstyle (\alpha _{1},\ldots ,\alpha _{n})}, jsme tak přiřadili vektor {\displaystyle \scriptstyle {\vec {y}}\in W}, který má stejné souřadnice, tentokrát ale v bázi prostoru {\displaystyle \scriptstyle W}. Inverzní zobrazení {\displaystyle \scriptstyle L^{-1}} k zobrazení {\displaystyle \scriptstyle L}, které vektoru {\displaystyle \scriptstyle {\vec {y}}} přiřazuje vektor {\displaystyle \scriptstyle {\vec {x}}} očividně splňuje vztahy
{\displaystyle (\forall i\in \{1,\ldots ,n\})((L^{-1})({\vec {y}}_{i})={\vec {x}}_{i}).}
Nalezli jsme tak lineární bijekci mezi vektorovými prostory {\displaystyle \scriptstyle V} a {\displaystyle \scriptstyle W}.
Všechny vektorové prostory definované nad tímtéž tělesem {\displaystyle \scriptstyle T}, které mají stejnou (a konečnou) dimenzi {\displaystyle \scriptstyle n\in \mathbb {N} }, můžeme pomocí izomorfizmů ztotožnit s vektorovým prostorem n-tic, prostorem {\displaystyle \scriptstyle T^{n}}. Máme-li vektorový prostor {\displaystyle \scriptstyle V} nad tělesem {\displaystyle \scriptstyle T} dimenze {\displaystyle \scriptstyle n}, tak v něm můžeme zavést bázi {\displaystyle \scriptstyle {\vec {x}}_{1},\ldots ,{\vec {x}}_{n}}. Pomocí izomorfizmu {\displaystyle \scriptstyle L} výše (kde položíme {\displaystyle \scriptstyle W=T^{n}}) se pak z tohoto prostoru přeneseme do prostoru {\displaystyle \scriptstyle T^{n}}. V tomto prostoru můžeme s vektory provádět veškeré operace. Když dojdeme při práci s těmito vektory v prostoru {\displaystyle \scriptstyle T^{n}} k cíli, tak se můžeme nakonec zpátky přenést pomocí zobrazení {\displaystyle \scriptstyle L^{-1}} zpět do prostoru {\displaystyle \scriptstyle V}. Je tedy vidět, že při zkoumání vlastností konečněrozměrných prostorů se stačí omezit na vyšetřování vlastností prostorů {\displaystyle \scriptstyle T^{n}}. Pokud je {\displaystyle \scriptstyle T} číselné těleso, pak se jedná o prostory aritmetických vektorů. Více viz Příklad 6 níže.

## Příklady

### Příklad 1 – Aritmetické prostory
Jako první příklad si uveďme prostory aritmetických vektorů, tj. n-tic čísel. Začněme u případu dvojic reálných čísel. Množinu všech takovýchto dvojic můžeme chápat jako vektorový prostor nad tělesem reálných čísel. Každou dvojici reálných čísel dokážeme vyjádřit způsobem
{\displaystyle {\begin{pmatrix}a\\b\end{pmatrix}}=a{\begin{pmatrix}1\\0\end{pmatrix}}+b{\begin{pmatrix}0\\1\end{pmatrix}}.}
Položíme-li
{\displaystyle {\vec {e}}_{0}={\begin{pmatrix}1\\0\end{pmatrix}},\quad {\vec {e}}_{1}={\begin{pmatrix}0\\1\end{pmatrix}},}
můžeme shrnout, že vektory {\displaystyle \scriptstyle {\vec {e}}_{0},{\vec {e}}_{1}} zjevně tvoří bázi prostoru {\displaystyle \scriptstyle \mathbb {R} ^{2}} a tento prostor má tedy dimenzi rovnou dvěma. Každou dvojici jsme totiž jednoznačně vyjádřili jako lineární kombinaci vektorů {\displaystyle \scriptstyle {\vec {e}}_{0}} a {\displaystyle \scriptstyle {\vec {e}}_{1}}.
Podobně pro {\displaystyle \scriptstyle \mathbb {R} ^{3}} dostáváme
{\displaystyle {\begin{pmatrix}a\\b\\c\end{pmatrix}}=a{\begin{pmatrix}1\\0\\0\end{pmatrix}}+b{\begin{pmatrix}0\\1\\0\end{pmatrix}}+c{\begin{pmatrix}0\\0\\1\end{pmatrix}}=a{\vec {e}}_{0}+b{\vec {e}}_{1}+c{\vec {e}}_{2},}
kde
{\displaystyle {\vec {e}}_{0}={\begin{pmatrix}1\\0\\0\end{pmatrix}},\quad {\vec {e}}_{1}={\begin{pmatrix}0\\1\\0\end{pmatrix}},\quad {\vec {e}}_{2}={\begin{pmatrix}0\\0\\1\end{pmatrix}}}
tvoří bázi prostoru {\displaystyle \scriptstyle \mathbb {R} ^{3}}. Platí tedy, že {\displaystyle \scriptstyle \dim \mathbb {R} ^{3}=3}. Zcela analogicky bychom pro obecné {\displaystyle \scriptstyle n\in \mathbb {N} } obdrželi vztah
{\displaystyle \dim \mathbb {R} ^{n}=n.}

### Příklad 2 – Různá tělesa
Ilustrujme si nyní závislost dimenze vektorového prostoru na zvoleném tělese, jak je diskutováno výše v oddíle Různá tělesa. Berme nejprve množinu komplexních čísel {\displaystyle \scriptstyle \mathbb {C} } jako vektorový prostor nad tělesem komplexních čísel. V takovém případě je zjevně dimenze tohoto prostoru
{\displaystyle \dim _{\mathbb {C} }(\mathbb {C} )=1.}
Pokud však chápeme tutéž množinu vektorů {\displaystyle \scriptstyle \mathbb {C} } jako vektorový prostor nad tělesem reálných čísel, tak dimenze tohoto prostoru je
{\displaystyle \dim _{\mathbb {R} }(\mathbb {C} )=2.}
Obecné komplexní číslo totiž můžeme zapisovat ve tvaru {\displaystyle \scriptstyle a+\mathrm {i} b}, kde {\displaystyle \scriptstyle a} a {\displaystyle \scriptstyle b} jsou reálná čísla. Z tohoto pohledu tedy můžeme komplexní čísla chápat jako uspořádané dvojice reálných čísel. Neboli
{\displaystyle \mathbb {C} \cong \mathbb {R} ^{2}.}
Pro kartézské součiny {\displaystyle \scriptstyle n} množin komplexních čísel dostáváme obdobně
{\displaystyle \dim _{\mathbb {C} }(\mathbb {C} ^{n})=n,\quad \dim _{\mathbb {R} }(\mathbb {C} ^{n})=2n.}

### Příklad 3 – Matice
Množina reálných matic chápaná jako vektorový prostor nad tělesem reálných čísel je do značné míry podobná množině reálných aritmetických vektorů. Například matice {\displaystyle \scriptstyle 2\times 3} lze vyjádřit způsobem
{\displaystyle {\begin{pmatrix}a&b&c\\d&e&f\end{pmatrix}}=a\,{\begin{pmatrix}1&0&0\\0&0&0\end{pmatrix}}\,+\,b{\begin{pmatrix}0&1&0\\0&0&0\end{pmatrix}}\,+\,c{\begin{pmatrix}0&0&1\\0&0&0\end{pmatrix}}\,+\,d{\begin{pmatrix}0&0&0\\1&0&0\end{pmatrix}}\,+\,e{\begin{pmatrix}0&0&0\\0&1&0\end{pmatrix}}\,+\,f{\begin{pmatrix}0&0&0\\0&0&1\end{pmatrix}}.}
Můžeme tedy opět zavést bázi
{\displaystyle {\vec {e}}_{1}={\begin{pmatrix}1&0&0\\0&0&0\end{pmatrix}},\quad {\vec {e}}_{2}={\begin{pmatrix}0&1&0\\0&0&0\end{pmatrix}},\quad {\vec {e}}_{3}={\begin{pmatrix}0&0&1\\0&0&0\end{pmatrix}},\quad {\vec {e}}_{4}={\begin{pmatrix}0&0&0\\1&0&0\end{pmatrix}},\quad {\vec {e}}_{5}={\begin{pmatrix}0&0&0\\0&1&0\end{pmatrix}},\quad {\vec {e}}_{6}={\begin{pmatrix}0&0&0\\0&0&1\end{pmatrix}}.}
Jak vidno, dimenze prostoru matic {\displaystyle \scriptstyle 2\times 3}, tj. prostoru {\displaystyle \scriptstyle \mathbb {R} ^{2\times 3}} je rovna {\displaystyle \scriptstyle 2\cdot 3=6}. Postupem analogickým tomu v příkladu 1 bychom ukázali, že pro obecné rozměry matice {\displaystyle \scriptstyle n\times m} platí
{\displaystyle \dim(\mathbb {R} ^{n\times m})=n\cdot m.}

### Příklad 4 – Polynomy
Vektorový prostor {\displaystyle \scriptstyle {\mathcal {P}}} polynomů s reálnými koeficienty má bázi
{\displaystyle \{1,x,x^{2},x^{3},\ldots \}.}
Tato množina má nekonečně mnoho prvků a dimenze prostoru {\displaystyle \scriptstyle {\mathcal {P}}} je tedy nekonečná, označuje se {\displaystyle \scriptstyle \aleph _{0}} (alef 0).

### Příklad 5 – Polynomy s omezeným stupněm
Podobně jako v předchozím příkladu uvažujme prostor všech polynomů s reálnými koeficienty. Tentokrát v něm ale vezměme jeho podmnožinu tvořenou polynomy, jejichž stupeň je menší nebo roven číslu {\displaystyle \scriptstyle n\in \mathbb {N} \cup \{0\}}. To znamená, mějme množinu
{\displaystyle {\mathcal {P}}_{n+1}={\Big \{}p\in {\mathcal {P}}{\Big |}p(x)=\sum _{i=k}^{n}\alpha _{k}x^{k}{\text{ pro jistá }}\alpha _{i}\in \mathbb {R} {\Big \}}.}
Báze tohoto prostoru je podobně jako v předchozím případě tvaru
{\displaystyle \{1,x,x^{2},x^{3},\ldots ,x^{n}\}.}
Nyní je ale báze konečná, má {\displaystyle \scriptstyle n+1} prvků. Platí tedy {\displaystyle \scriptstyle \dim {\mathcal {P}}_{n+1}=n+1}, tj.
{\displaystyle \dim {\mathcal {P}}_{n}=n+1}.

### Příklad 6 – Izomorfní vektorové prostory
V předchozím příkladě jsme představili jeden z konečnědimenzionálních vektorových prostorů. Ilustrujme si nyní konstrukci izomorfizmu z oddílu Konečněrozměrné vektorové prostory výše. Konkrétně zkonstruujeme izomorfizmus mezi prostorem {\displaystyle \scriptstyle {\mathcal {P}}_{n}} a prostorem reálných uspořádaných n-tic, tj. aritmetickým prostorem {\displaystyle \scriptstyle \mathbb {R} ^{n}}. Za bázi aritmetického vektorového prostoru můžeme zvolit tu z příkladu 1, tj. {\displaystyle \scriptstyle {\vec {e}}_{1},\ldots ,{\vec {e}}_{n}}. Za bázi prostoru {\displaystyle \scriptstyle {\mathcal {P}}_{n}} pak vezmeme tu z předchozího příkladu. Definujeme nyní lineární zobrazení {\displaystyle \scriptstyle L:{\mathcal {P}}_{n}\to \mathbb {R} ^{n}} vztahem
{\displaystyle (\forall i\in \{1,\dots ,n\})(L(x^{i})={\vec {e}}_{i}),}
kde chápeme {\displaystyle \scriptstyle 1=x^{0}}.
Uvažujme nyní pro jednoduchost {\displaystyle \scriptstyle n=6}. Aplikace zobrazení {\displaystyle \scriptstyle L} na konkrétní polynom {\displaystyle \scriptstyle p(x)=6x^{4}+2x^{2}-3x+5} tedy vypadá následovně:
{\displaystyle L(p(x))=L(6x^{4}+2x^{2}-3x+5)=6L(x^{4})+2L(x^{2})-3L(x)+5L(1)=6{\vec {e}}_{4}+2{\vec {e}}_{2}-3{\vec {e}}_{1}+5{\vec {e}}_{0}.}
Když explicitně vypíšeme bazické vektory {\displaystyle \scriptstyle {\vec {e}}_{i}}, tak můžeme psát
{\displaystyle L(p)={\begin{pmatrix}5\\-3\\2\\0\\6\\0\end{pmatrix}}.}
Polynomu stupně nejvýše 6 jsme tedy přiřadili šestici reálných čísel. Ukažme si nyní na dalším konkrétním příkladě, jak probíhá práce s polynomy a jak probíhá práce s šesticemi čísel. Uvidíme, že v obou případech budeme postupovat naprosto analogicky, práce s šesticemi čísel je však mnohem úspornější a rychlejší. Mějme tři polynomy
{\displaystyle p_{1}(x)=4x^{6}-10+x+7x^{5}+x^{4}-5x^{3},\quad p_{2}(x)=-2x^{2}+11x+21x^{5}-3x^{3}+15x^{4},\quad p_{3}(x)=17x^{5}+20-x^{3}+8x+11x^{2}-15x^{4}.}
Chtěli bychom spočíst jejich lineární kombinaci {\displaystyle \scriptstyle 2p_{1}+5p_{2}-10p_{3}}. Po dosazení tedy
{\displaystyle {\begin{aligned}2p_{1}(x)+5p_{2}(x)-10p_{3}(x)&=&2(4x^{6}-10+x+7x^{5}+x^{4}-5x^{3})+5(-2x^{2}+11x+21x^{5}-3x^{3}+15x^{4})-10(17x^{5}+20-x^{3}+8x+11x^{2}-15x^{4})\\&=&8x^{6}-20+2x+14x^{5}+2x^{4}-10x^{3}-10x^{2}+55x+105x^{5}-15x^{3}+75x^{4}-170x^{5}-200+10x^{3}-80x-110x^{2}+150x^{4}\\&=&(8)x^{6}+(14+105-170)x^{5}+(2+75+150)x^{4}+(-10-15+10)x^{3}+(-10-110)x^{2}+(2+55-80)x+(-20-200)\\&=&(8)x^{6}+(-51)x^{5}+(227)x^{4}+(-15)x^{3}+(-120)x^{2}+(-23)x+(-220)\\&=&8x^{6}-51x^{5}+227x^{4}-15x^{3}-120x^{2}-23x-220.\end{aligned}}}
Dospěli jsme tak k závěru, že daná lineární kombinace je rovna
{\displaystyle 2p_{1}(x)+5p_{2}(x)-10p_{3}(x)=8x^{6}-51x^{5}+227x^{4}-15x^{3}-120x^{2}-23x-220.}
Spočtěme nyní tutéž věc s využitím izomorfizmu výše. Nejprve si vyjádříme obrazy všech tří polynomů při zobrazení {\displaystyle \scriptstyle L} následovně
{\displaystyle L(p_{1})={\begin{pmatrix}-10\\1\\0\\-5\\1\\7\\4\end{pmatrix}},\quad L(p_{2})={\begin{pmatrix}0\\11\\-2\\-3\\15\\21\\0\end{pmatrix}},\quad L(p_{3})={\begin{pmatrix}20\\8\\11\\-1\\-15\\17\\0\end{pmatrix}}.}
Spočtěme nyní lineární kombinaci {\displaystyle \scriptstyle 2L(p_{1})+5L(p_{2})-10L(p_{3})}:
{\displaystyle 2L(p_{1})+5L(p_{2})-10L(p_{3})=2{\begin{pmatrix}-10\\1\\0\\-5\\1\\7\\4\end{pmatrix}}+5{\begin{pmatrix}0\\11\\-2\\-3\\15\\21\\0\end{pmatrix}}-10{\begin{pmatrix}20\\8\\11\\-1\\-15\\17\\0\end{pmatrix}}={\begin{pmatrix}-20\\2\\0\\-10\\2\\14\\8\end{pmatrix}}+{\begin{pmatrix}0\\55\\-10\\-15\\75\\105\\0\end{pmatrix}}+{\begin{pmatrix}-200\\-80\\-110\\10\\150\\-170\\0\end{pmatrix}}={\begin{pmatrix}-20+0-200\\2+55-80\\0-10-110\\-10-15+10\\2+75+150\\14+105-170\\8+0+0\end{pmatrix}}={\begin{pmatrix}-220\\-23\\-120\\-15\\227\\-51\\8\end{pmatrix}}}
Nyní se můžeme inverzním zobrazení {\displaystyle \scriptstyle L^{-1}} vrátit zpět do původního prostoru polynomů, abychom získali
{\displaystyle (L^{-1}){\begin{pmatrix}-220\\-23\\-120\\-15\\227\\-51\\8\end{pmatrix}}=-220-23x-120x^{2}-15x^{3}+227x^{4}-51x^{5}+8x^{6}.}
Obdrželi jsme tak tentýž výsledek s postupem výše. Ač se to na tomto příkladu nemusí zdát patrné, při výpočtech rukou na papíře se druhý způsob projevuje jako rychlejší a přehlednější způsob zápisu polynomů. Počtář se totiž nemusí obtěžovat s vypisováním jednotlivých mocnin polynomů, což zpřehledňuje zápis a snižuje pravděpodobnost chyby.